# Rede 98
Rede 98 é uma emissora de rádio multiplataforma brasileira sediada em Belo Horizonte, capital do estado de Minas Gerais. Opera no dial FM, na frequência 98.3 MHz, sendo a primeira estação de rádio FM estéreo da América Latina. Quando entrou no ar em 12 de junho de 1969, ainda sob o nome Del Rey FM, a rádio era do gênero ambiente, transmitindo músicas internacionais e principalmente o MPB, que vivia sua época áurea. Após uma nova estrutura artística na rádio, o rock progressivo passou a ser veiculado, algo notável, já que outras emissoras na cidade não veiculavam o gênero. Portanto, a rádio transmitiu vários estilos, como o jazz, soul, funk, dance, pop rock e pop. Desde 2009, a emissora investe em programas humorísticos e atualmente foca no gênero jovem talk e rock. A Rede 98 também é conhecida por suas vinhetas e plásticas avançadas, que também são usadas em rádios fora do país.
Até 1995, ficou sob a propriedade da empresa mineira Grupo Bel, sendo vendida para a Fundação L'Hermitage, dona da marca de colégios particulares Marista. O Grupo Bel voltou a administrar a rádio em 2010. Desde 2015 a rádio mantêm uma transmissão em vídeo na internet intitulada TV 98, por meio de aplicativo próprio, Twitter, Youtube, Vimeo e Facebook, que também é veiculada na TV aberta (através dos canais 29 UHF Digital em Belo Horizonte e 22 UHF em Sete Lagoas) e na TV fechada através dos canais 198 (digital) e 698 (HD) da Claro TV.
Em dezembro de 2011, segundo dados do Instituto Brasileiro de Opinião Pública e Estatística (IBOPE) era a rádio jovem líder de audiência, em disputa acirrada, na cidade de Belo Horizonte. Atualmente, ela ocupa a sexta colocação geral no horário de 05h até 00h, atrás de rádios como Alvorada FM e Jovem Pan FM.

## História

### 1962: Antecedentes e fundação

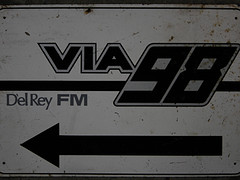
Placa de sinalização da Del Rey FM, antiga 98 FM

A história da rádio começou ainda em 1962 com a Bel Music, que fornecia som ambiente para vários escritórios e consultórios médicos em Belo Horizonte. Ela havia sido criada por Achillis João Cheib, seu irmão Maurílio Cheib e pelo amigo Marcos Aurélio Jarjour Carneiro. Ela tinha contrato com a Companhia Energética de Minas Gerais (Cemig), que permitia distribuir seu sinal por cabos instalados em postes na cidade. Os contratos feitos com essas empresa eram de longa duração, e com o fim do acordo com a Cemig, os amigos tiveram a ideia de criar uma rádio em frequência modulada, a chamada rádio FM, ainda inédita em toda a América Latina.
Naquela época, havia recém criado o Ministério das Comunicações pelo governo de Costa e Silva. Em entrevista dada por Marco Aurélio, ele disse que a ajuda foi por meio do então governador do estado de Minas Gerais, Rondon Pacheco, que o levou ao gabinete do presidente Costa e Silva que chegou a duvidar da criação da rádio dizendo: "isso eu quero ver". Ainda depois de terem conseguido a outorga, no final do ano de 1960, eles transmitiram a Bel Music por meio de frequência codificada por meio da subportadora 98,2 Mhz. Portanto, os aparelhos que tinham na cidade eram comprados de forma clandestina fora do país.
Eles decidiram então comprar os aparelhos e distribuírem em Belo Horizonte, lançando às 8 horas de 12 de junho de 1969 a Rádio Del Rey FM, utilizando a Del Rey como porta principal e a Bel Music como subportadora. A primeira música tocada na rádio foi "Bridge over Troubled Water" de Simon & Garfunkel. O conceito se sustenta até hoje, conquistando BH como nenhuma outra rádio, servindo de exemplo para várias outras em todo o Brasil.
A Del Rey FM ficava no ar das sete horas até o meio dia, tocando músicas do segmento ambiente, incluindo músicas internacionais e MPB. Logo depois, o rock foi introduzido na grade, onde bandas nacionais também tiveram visibilidade, como Os Mutantes.
A rádio só conseguiu se expandir depois da entrada de sua concorrente Guarani FM cinco anos depois, já que naquela época os aparelhos de rádio ainda não haviam se popularizado.
No topo da torre de cem metros, que fica no Bairro São Lucas, permanece instalada a antena usada na antiga frequência de 98,3 MHz. Na verdade a torre é uma antena AM, de aço inglês, comprada da rádio Inconfidência quando ficava instalada na região do bairro Cabana Pai Tomás. Lá fazia par com outra igual vendida para a rádio Verdes Mares em Fortaleza. Atualmente toda a transmissão ocorre do alto da Serra do Curral no bairro Belvedere.

### 1995-10: Venda para a Fundação L'Hermitage e recompra

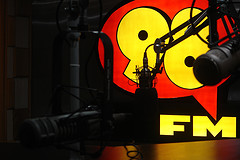
Estúdio principal, em 2007

Em 1995, devido a problemas pessoais, Marcos Aurélio Carneiro decidiu vender a rádio para a Fundação L'Hermitage, detentora do conhecido colégio particular Marista.
Entre 2006 a 2008 foi executada a música "HN 2000" composta pelo produtor musical C.M.D. em vinhetas do festival Pop Rock Brasil. A música faz parte do álbum V.S.F. da banda Elétrika e contém arranjo do hino nacional brasileiro. A Fundação L’Hermitage foi processada em segunda instância a pagar 12 mil reais pelo não aviso do autor ou pagamento das reproduções.
Em 2010, após 15 anos, o Grupo Bel retomou a gestão da rádio com o objetivo de modernizar a 98 FM, aproximando-a mais do público jovem. Com isso, a nova gestão tinha como principal objetivo, fazer com que a rádio ampliasse ainda mais sua faixa etária, abrangendo ainda mais públicos focando no segmento de humor.

Temos, hoje, uma nova regra: fazer humor pra deixar nossos ouvintes mais felizes. Mas fazemos um humor leve, puro. Sem maldade ou acidez

Rodrigo Carneiro, em entrevista para o site BH Agenda, em agosto de 2011.
Nessa época, a emissora de rádio tinha no elenco cerca de 22 humoristas. Depois da volta do Grupo Bel ao comando, em menos de um ano e meio houve um aumento de audiência de mais de 70%. Também foram lançados aplicativos para iPhone, iPad, Android e BlackBerry.

### 2015-16: Criação da 98 Live
Em 21 setembro de 2015, a 98 FM estreou durante o programa Graffite sua plataforma de transmissão simultânea 98 Live. O conteúdo gerado pela rádio era transmitido pela internet em seu site e pela smart TV. Posteriormente, seu sinal foi retransmitido pelo canal BH News e foi adicionado a grade da NET (atual Claro TV) no canal 9. Foram instaladas quatro câmeras de alta definição para melhor captação das imagens. Para a estreia foi montado um telão na região central de Belo Horizonte para que os telespectadores pudessem conferir a novidade. Logo depois, a banda Tianastácia apresentou um show no local.
Nos demais horários, o 98 Live passa a exibir videoclipes de rock, paródias musicais, melhores momentos da programação da semana e reprises dos programas na íntegra. Foram investidos cerca de um milhão e meio de reais no projeto. Foram lançados aplicativos do 98 Live para dispositivos com Android e iOS. Também pretende-se criar atrações exclusivas para a plataforma, como reality shows e novelas, além de transmissões de eventos.
No final do ano, eles foram eleitos como melhor Mídia Eletrônica Rádio pelo Prêmio Minas de Comunicação/Os Melhores da Propaganda Mineira.
Em 1 de fevereiro de 2010, retornou a grade de programação da rádio na sua terceira versão o 98 Futebol Clube, que apresenta notícias do esporte de forma descontraída e bem humorada. "Com ele criamos uma nova linguagem para o jornalismo esportivo em rádio e tivemos a possibilidade de montar um núcleo esportivo", disse Rodrigo Carneiro. O programa chegou a ser transmitido por seis rádios no interior de Minas Gerais, como a Imparsom FM de Governador Valadares, Imigrantes FM de Teófilo Otoni, 98 FM de Montes Claros, entre outras.

### 2017-presente: Mudança de gênero para orock
Em 12 de maio de 2017 foi anunciado pela rádio o Safety Bike Radio, dispositivo criado pela Isobar Brasil e a BSB Fab Lab que alerta os motoristas de carro que há ciclistas até 30 metros de distância por meio de mensagens pré-gravadas ou personalizadas. O motorista que estiver ouvindo a rádio tem a transmissão interrompida e a mensagem gravada é transmitida para seu automóvel, avisando do ciclista.
Em 30 de maio de 2017 foi anunciado que a rádio estava mudando seu gênero musical para o rock. A troca do segmento da rádio veio da deficiência do gênero na capital, com apenas alguns programas destinados ao segmento em Belo Horizonte e pela crescente alta do rock em outros mercados.
Em agosto de 2024 ocorreu a re-contratação de Jonas Vilandez, que já havia trabalhado na emissora anos, agora atuando como diretor de conteúdo para rádio. Houve um novo reposicionamento da rádio, com alterações na grade da emissora, com alguns programas jornalísticos deixando horários importantes da emissora. Com isso, a grade musical voltou a ter destaque em horários cruciais e em intervalos comerciais, culminando em um aumento na audiência da emissora em aproximadamente 5%.

## Identificação

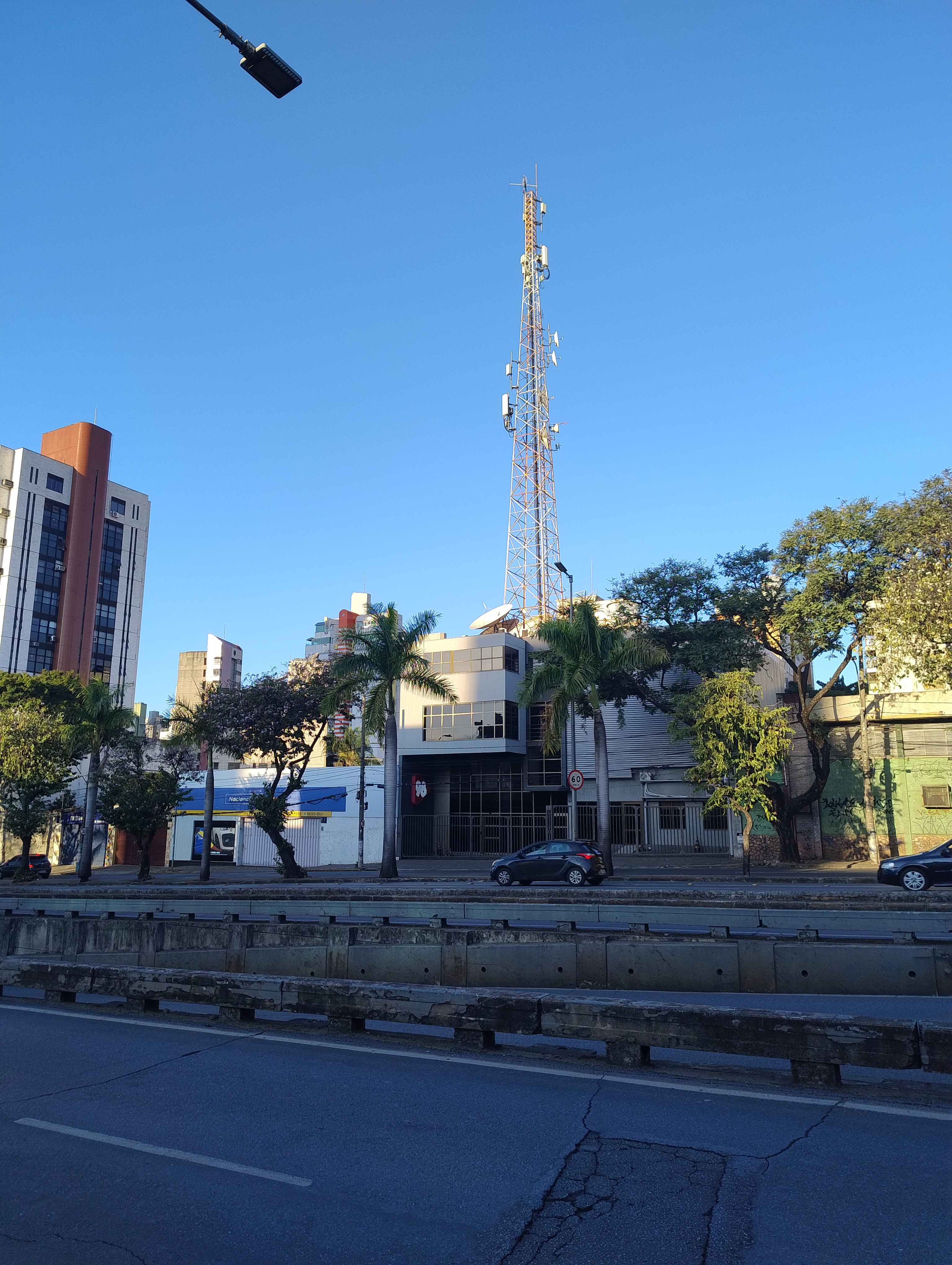
Antena da rádio na avenida Nossa Senhora do Carmo.

### Cultura popular
A banda Skank faz várias referências a cidade de Belo Horizonte nas suas músicas. A "rádio do café", na música "Jackie Tequila" presente no álbum Calango de 1994, é uma citação a rádio 98 FM localizada no Cafezal.

### Pop Rock Brasil
O Pop Rock Brasil foi um festival de música criado e produzido pela rádio desde 1983. Sendo o mais antigo e um dos mais importantes do Brasil, que atualmente não está mais em atividade.
Originalmente com o nome de Rock Brasil teve sete versões até 1994. A partir de 1997 começou a ser transmitido "ao vivo" também pela internet, áudio e vídeo. Sendo executado originalmente no estádio Mineirão, após uma ação judicial em 2008 de sua concorrente Mix FM o evento foi suspenso até um acordo quatrocentos mil reais por parte da 98 FM. Em 2009 não foi anunciado a venda ingressos para o festival, que desde então ele não foi realizado. Em 2011 chegou a ser especulado uma possível volta do festival com um novo nome e artistas internacionais, mas o projeto acabou não se concretizando.

## Programas

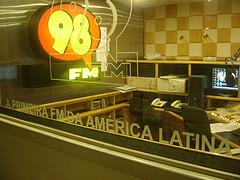
"A primeira FM da América Latina"

A rádio tem uma programação variada, com programas de humor, esportes, informação e música.
Rota 98
Informações do Trânsito, participação dos ouvintes e muito rock, apresentado por Antonielo Souza. Segunda a sexta, de 06h às 08h.
98 Esportes
Noticiário esportivo, apresentado por Alexandre Silva, Christiano Junqueira, o CJ, Leandro Cabido e Bob Faria. De Segunda a Sexta das 08h às 10h.
Central 98
As Notícias da Manhã, apresentado por Carol Torres, Paulo Leite e toda a equipe de jornalismo. De Segunda a Sexta das 10h às 12h.
98 Futebol Clube
Um noticiário esportivo bem-humorado, com muitas imitações (as principais sendo de Alberto Rodrigues e Roberto Abras, da Rádio Itatiaia, Milton Neves, e Padre Quevedo) e músicas satíricas após derrotas de Atlético, América e Cruzeiro. A versão original do programa que teve início em 2003 e acabou em 2004, uma segunda versão que estreou em 2006 na Rádio Favela e atual versão que teve início em 2008. Desde 2010, também faz transmissões dos jogos dos clubes mineiros
Elenco: Gilbert Campos (apresentador), Adroaldo Leal (notícias do Cruzeiro), Igor Assunção (notícias do Atlético Mineiro), Thais Santos (notícias do América), além dos imitadores: Guilherme Melo (Milão; torcedor do Cruzeiro), Marquinhos Baiano (Padreco; torcedor do Atlético),  Mario Alaska (Robertão Abra Cadabras; torcedor do América) e Bob Faria. De Segunda a Sexta do Meio-dia às 14h.
Rádio Cast
Notícias, entrevistas, tema do dia. Tudo para deixar a tarde mais leve, apresentado pela Fernanda Souza, Bruno Matos e Alexandre Silva. De Segunda a Sexta das 14h às 16h.
Rock News
Notícias e muito rock, apresentado por Lucas Rage, Carol Torres e toda a equipe de jornalismo. De Segunda a Sexta das 16h às 17h.
Graffite
Humorístico autodefinido como "Pior Programa de Rádio do Brasil". Começou na Extra FM de Belo Horizonte em 1995 com Eduardo Schechtel e Rodrigo Rodrigues, 1999 o programa  fui para Rádio Jovem Pan BH, depois de 3 anos fora do ar, o programa chegou a ter uma versão televisiva com plateia na TV Alterosa  entre 2004 e 2007 aos Sábado com Eduardo Schechtel, Rodrigo Rodrigues e a dupla Caju e Totonho. Na 98 o programa está no ar desde 2008 com Eduardo Schechtel, Rodrigo Rodrigues, Rafael Mazzi, Leandro Nassif, Raphaela Venus, Eraldo Fontiny, além das participações do Nenel do Baixa Gastronomia falando sobre comida e bebida na Sexta e Bob Faria falando de futebol as Segundas e Quintas. De Segunda a Sexta das 17h às 19h.
98 Talks
Programa que debate as notícias do dia, apresentado por Paulo Leite, Luiz Fernando Rocha, além dos jornalistas e dos especialistas nos assuntos em debate (em cadeia com a Rede Mais. De Segunda a Sexta das 19h às 20h.
Arena 98
Programa esportivo com a resenha do futebol e o giro com os cronistas esportivos das regiões do país, apresentado por Vinicius Silveira, Léo Gomide, Vinicius Grissi e Bob Faria. De Segunda a Sexta das 20h às 21h.
123 Milhas
Programa que fala sobre o turismo no país, apresentado por Eduardo Schechtel e Nenel do Baixa Gastronomia. Sábado das 11h ao meio-dia.
Buteco 98
Programa que fala dos bares e restaurantes de BH, apresentado por Antonelio Souza, Nenel e Caju. Sábado do meio-dia às 14h.
Jornada Esportiva 98
Transmissão dos jogos do Clube Atlético Mineiro, Cruzeiro Esporte Clube e do América Mineiro, apresentado pela equipe de esportes da 98.